# Microcyclus pandani
Microcyclus pandani är en svampart som beskrevs av B. Huguenin 1964. Microcyclus pandani ingår i släktet Microcyclus och familjen Mycosphaerellaceae.   Inga underarter finns listade i Catalogue of Life.